# Breaking News (bài hát)
"Breaking News" là một bài hát của ca sĩ người Mỹ Michael Jackson, nằm trong album đầu tiên phát hành sau khi qua đời của ông Michael (2010).

## Xếp hạng
| Bảng xếp hạng (2010)                                | Vị trí cao nhất |
| --------------------------------------------------- | --------------- |
| Hoa Kỳ Billboard Bubbling Under R&B/Hip-Hop Singles | 1               |